# جين يا
كانت جين يا (باليابانية: 陣屋) نوعًا من المقرات الإدارية في شوغونية توكوغاوا خلال فترة إيدو في التاريخ الياباني.
كانت جين يا بمثابة مقر الإدارة لنطاق صغير أو مقاطعة أو قطع أرض إضافية. كان جين يا يضم مقر إقامة رئيس الإدارة ومخزن الحبوب المرتبط بنظام كوكوداكا [الإنجليزية]. كان جين يا يعادل في وظيفته القلاع اليابانية (城، shiro)، والتي كانت تستخدم عادةً مراكز إدارية للنطاقات الأكبر. بشكل عام، كانت النطاقات التي تقدر بـ 30000 كوكو أو أقل تحتوي على جين يا بدلاً من القلعة. بالإضافة إلى ذلك، تم العثور على جين يا على أراضي الشوغونية وتلك التي يرأسها هاتاموتو، وداخل النطاقات الأكبر كانت بمثابة مقرات للمقاطعات (gun daikan-sho) وفي الجيوب الجغرافية. كانت بعض الجين يا محصنة، مثل جين يا كومونو في كومونو [الإنجليزية]، محافظة مي، والتي كانت تتميز ببرج مراقبة يحاكي برج القلعة. وكانت بعض الجين يا الأخرى تحتوي على خنادق مائية أو جدران ترابية، وفي بعض الحالات كانت متبقية من قلعة سابقة في الموقع.
كانت "الجينيا الثلاثة العظيمة" موجودة في مقاطعات إينو وتوكوياما وتسوروغا.